# بورصة أوغندا
بورصة ألتكس لغرب أفريقيا أو بورصة أوغندا هي بورصة في أوغندا. تعمل تحت سلطة هيئة أسواق رأس المال الأوغندية، والتي بدورها تقدم تقاريرها إلى حكومة أوغندا.

## روابط خارجية
- ALTX East Africa تكشف عن منصة تبادل
- موقع ALTX East Africa Exchange